# Thor Hushovd

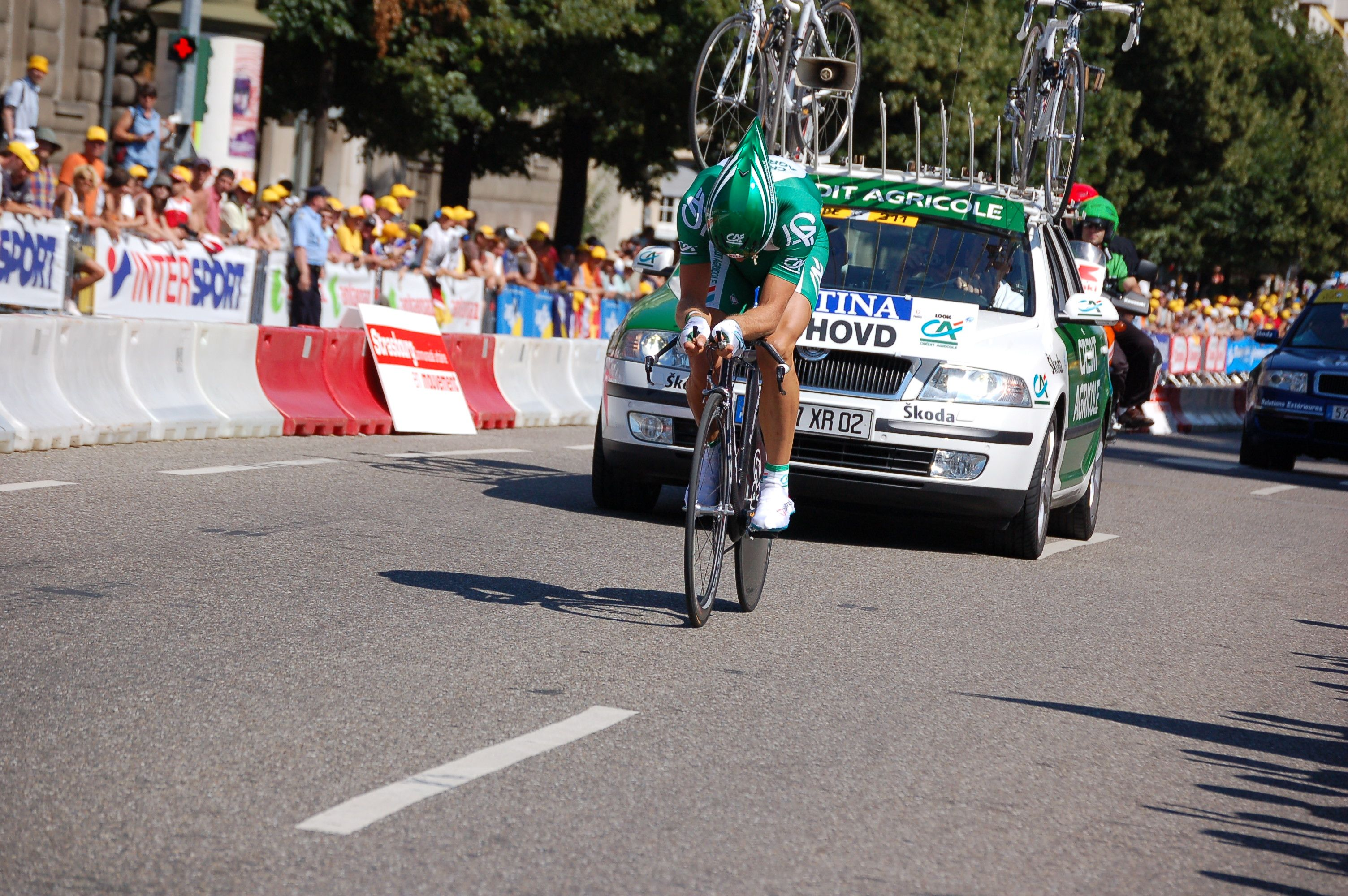
Thor Hushovd al pròleg del Tour de França de 2006.

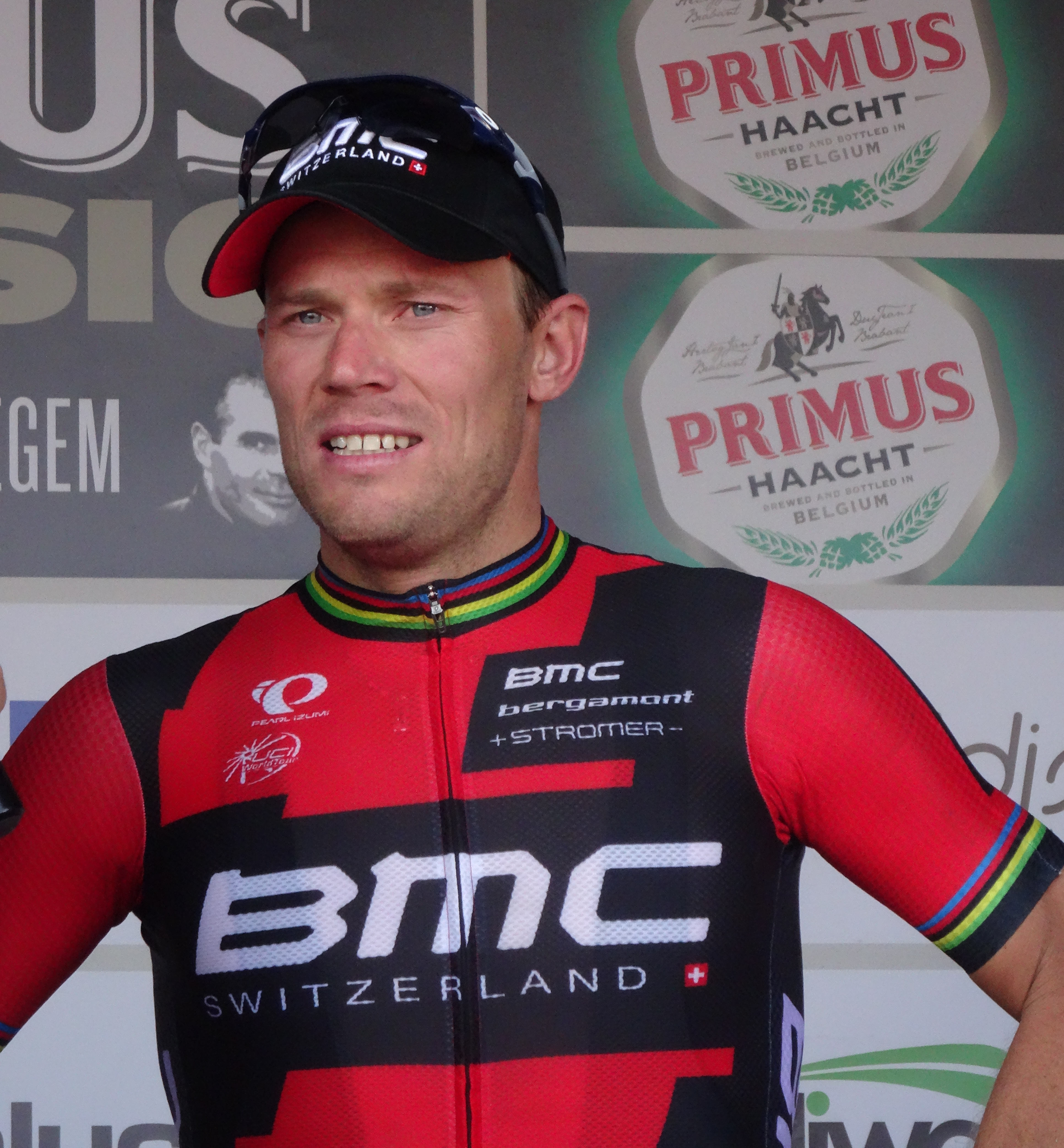
Thor Hushovd el 2014.

Thor Hushovd (Grimstad, Aust-Agder, 18 de gener de 1978) és un ciclista noruec, professional des del 2000 fins al 2014.
Excel·lent esprintador, el 2010 guanyà el Campionat del món en ruta. És el primer noruec a vestir el mallot groc del Tour de França, el 2004, i el primer escandinau a vèncer en el Campionat del món en ruta, el 2010.

## Biografia
Thor Hushovd començà a practicar el ciclisme de ben petit. En categoria junior va guanyar el campionat de Noruega de contrarellotge el 1995 i 1996 i la cursa en línia de 1996. Aquest mateix any quedà en segona posició del campionat del món de contrarellotge.
En categoria sub23 fou un dels millors ciclistes a nivell mundial, guanyant el Campionat del món en contrarellotge el 1998, la París-Roubaix sub-23, la París-Tours sub-23, el Tour de Loir-et-Cher, entre d'altres moltes curses.
El 2000 es convertí en professional, de la mà de l'equip Crédit Agricole. En aquest equip demostrà la seva vàlua com a esprintador, guanyant etapes a les tres grans voltes, a més d'altres victòries de prestigi, com ara la Gand-Wevelgem de 2006.
El 2009 fitxà pel Cervélo TestTeam, continuant amb les victòries de primer nivell internacional, com ara el Campionat del món en ruta disputat el 2010.
Hushovd actualment viu a la comarca del Rosselló i s'entrena diàriament per l'Empordà.

## Palmarès
- 1998
  -  Campió del món de contrarellotge sub-23
  - 1r a la París-Roubaix sub-23
  - 1r a la París-Tours sub-23
- 1999
  - 1r al Gran Premi Ringerike
  - 1r al Tour de Loir-et-Cher i vencedor de 2 etapes
  - 1r al Premi des falaises
  - 1r al Premi de Léon
- 2001
  - 1r a la Volta a Suècia
  - 1r al Tour de Normandia
  - 1r a la París-Corrèze
- 2002
  -  Campió de Noruega de contrarellotge
  - Vencedor d'una etapa al Tour de França
  - Vencedor d'una etapa al Tour de l'Ain
- 2003
  - 1r al Gran Premi Jef Scherens
  - Vencedor d'una etapa al Critèrium del Dauphiné Libéré
  - Vencedor d'una etapa a la Volta a Castella i Lleó
- 2004
  -  Campió de Noruega en ruta
  -  Campió de Noruega de contrarellotge
  - 1r a la Copa de França de ciclisme
  - 1r a la Classic Haribo
  - 1r al Gran Premi de Denain
  - 1r al Tour de Vendée
  - Vencedor de 2 etapes del Tour del Llenguadoc-Rosselló
  - Vencedor d'una etapa al Tour de França
  - Vencedor d'una etapa al Critèrium del Dauphiné Libéré
  - Vencedor d'una etapa a l'Étoile de Bessèges
- 2005
  -  Campió de Noruega de contrarellotge
  - Vencedor d'una etapa a la Volta a Espanya
  - Vencedor d'una etapa a la Volta a Catalunya
  - Vencedor d'una etapa al Critèrium del Dauphiné Libéré
  - Vencedor d'una etpaa als Quatre dies de Dunkerque
  - Vencedor d'una etapa al Tour del Llemosí
  -  1r de la classificació per punts al Tour de França
- 2006
  - 1r a la Gand-Wevelgem
  - Vencedor de 2 etapes al Tour de França
  - Vencedor d'una etapa a la Volta a Espanya i  1r de la classificació per punts
  - Vencedor d'una etapa a la Tirrena-Adriàtica
  - Vencedor d'una etapa a la Volta a Catalunya
  - Vencedor d'una etapa al Critèrium del Dauphiné Libéré

| - 2007 - Vencedor d'una etapa al Tour de França - Vencedor d'una etapa al Giro d'Itàlia - 2008 - Vencedor de 2 etapes a la Volta a Catalunya - Vencedor d'una etapa a la París-Niça - Vencedor d'una etapa al Tour de França - Vencedor d'una etapa al Tour del Mediterrani - Vencedor d'una etapa als Quatre dies de Dunkerque - 2009 - 1r a l'Omloop Het Nieuwsblad - Vencedor de 2 etapes a la Volta a Catalunya - Vencedor d'una etapa al Tour de França i 1r de la classificació per punts - Vencedor d'una etapa a la Volta a Calìfòrnia - Vencedor d'una etapa al Tour de Poitou-Charentes - Vencedor d'una etapa a la Volta a Missouri | - 2010 - Campió del món en ruta - Campió de Noruega en ruta - Vencedor d'una etapa al Tour de França - Vencedor d'una etapa a la Volta a Espanya - 2011 - Vencedor de 2 etapes al Tour de França - Vencedor d'una etapa de la Volta a Suïssa - Vencedor d'una etapa de la Volta al Regne Unit - 2013 - Campió de Noruega en ruta - 1r a l'Arctic Race of Norway i vencedor de 2 etapes - Vencedor d'una etapa de la Volta a Polònia - Vencedor d'una etapa al Tour de Pequín - Vencedor d'una etapa al Tour de l'Alt Var - Vencedor d'una etapa a la Volta a Àustria |

### Resultats al Tour de França
- 2001. Abandona (12a etapa)

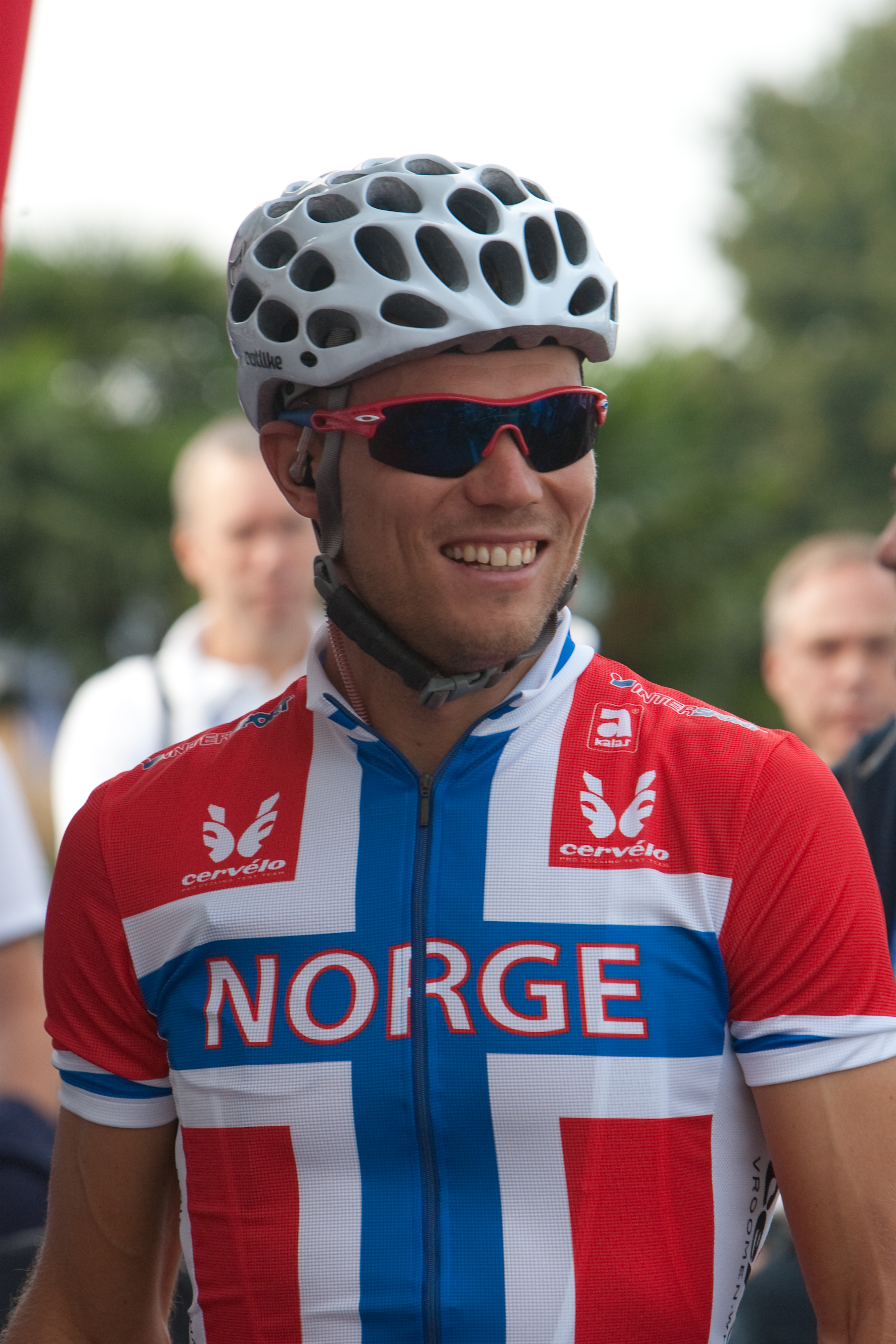
Thor Hushovd al mundial de Mendrisio de 2009

- 2002. 112è de la classificació general. Vencedor d'una etapa
- 2003. 118è de la classificació general
- 2004. 104è de la classificació general. Vencedor d'una etapa i  Mallot groc durant 1 etapa
- 2005. 116è de la classificació general i  1r de la classificació per punts
- 2006. 120è de la classificació general. Vencedor de 2 etapes. Porta el mallot groc durant 2 etapes
- 2007. 139è de la classificació general. Vencedor d'una etapa
- 2008. 99è de la classificació general. Vencedor de la 2a etapa
- 2009. 106è de la classificació general. Vencedor de la 6a etapa.  1r de la classificació per punts
- 2010. 111è de la classificació general. Vencedor de la 3a etapa
- 2011. 68è de la classificació general. Vencedor de la 13a i 16a etapes.  Porta el mallot groc durant 7 etapes

#### Resultats a la Volta a Espanya
- 2005. Abandona (11a etapa). Vencedor d'una etapa
- 2006. 82è de la classificació general.  1r de la classificació per punts. Vencedor d'una etapa i  mallot or durant 3 etapes
- 2010. No surt (17a etapa). Vencedor d'una etapa

#### Resultats al Giro d'Itàlia
- 2007. Abandona (12a etapa). Vencedor d'una etapa
- 2012. Abandona (6a etapa)